# Euphorbia neoparviflora
Euphorbia neoparviflora är en törelväxtart som beskrevs av Peter Vincent Bruyns. Euphorbia neoparviflora ingår i släktet törlar, och familjen törelväxter. Inga underarter finns listade i Catalogue of Life.